# Wilhelm Julius Foerster
Wilhelm Julius Foerster (Grünberg in Schlesien, 16 dicembre 1832 – Bornim, 18 gennaio 1921) è stato un astronomo tedesco.
Dopo aver studiato all'Humboldt-Universität zu Berlin e all'Università di Bonn, divenne assistente di Johann Franz Encke. Nel 1865, alla morte di Encke, gli subentrò nel ruolo di direttore dell'Osservatorio di Berlino che mantenne fino al 1903.
Il Minor Planet Center gli accredita la scoperta dell'asteroide 62 Erato effettuata il 14 settembre 1860 in collaborazione con Otto Leberecht Lesser.
Nel 1868 fu nominato direttore della commissione costituita dalla Confederazione Tedesca del Nord, e successivamente confermata dall'Impero tedesco, per la definizione di unità di misura standard che egli indirizzò verso l'adozione del sistema metrico decimale. Nel 1891 venne eletto presidente dell'Ufficio internazionale dei pesi e delle misure.
Fu membro della Deutsche Gesellschaft für ethische Kultur (Società tedesca per la cultura etica) e della Deutsche Friedensgesellschaft (Società tedesca per la pace). Nel 1914 fu l'unico intellettuale firmatario sia del Manifesto dei Novantatré che dell'Appello agli Europei.
Gli è stato dedicato l'asteroide 6771 Foerster.